# Пролетна песен
„Пролетна песен“ е български игрален филм от 1988 година на режисьора Магда Каменова, по сценарий на Янко Станоев. Оператор е Александър Лазаров.

## Сюжет
Филмът разказва за тридневния отпуск на войника, за неговия устрем да грабне колкото се може повече от живота, за всичко несбъднато през този отпуск. Това е филм за любовта, за приятелството, за младостта.

## Актьорски състав
| Роля    | Изпълнител         |
| ------- | ------------------ |
|         | Юлиян Станишев     |
| вуйчото | Георги Русев       |
|         | Ернестина Шинова   |
|         | Емил Бонев         |
|         | Веселин Калановски |
|         | Георги Стоилов     |
|         | Иван Несторов      |